# Дежа
Дежа (рум. Deja) — село у повіті Селаж в Румунії. Входить до складу комуни Селециг.
Село розташоване на відстані 395 км на північний захід від Бухареста, 21 км на північний схід від Залеу, 71 км на північний захід від Клуж-Напоки.

## Населення
За даними перепису населення 2002 року у селі проживали 1285 осіб.
Національний склад населення села:
| Національність | Кількість осіб | Відсоток |
| -------------- | -------------- | -------- |
| угорці         | 1268           | 98,7%    |
| румуни         | 8              | 0,6%     |
| цигани         | 8              | 0,6%     |

Рідною мовою назвали:
| Мова      | Кількість осіб | Відсоток |
| --------- | -------------- | -------- |
| угорська  | 1278           | 99,5%    |
| румунська | 7              | 0,5%     |